# BM Alcobendas
Balonmano Alcobendas er en håndboldklub fra Alcobendas i Spanien. Klubben spiller i Liga ASOBAL efter en oprykning fra División de Honor B.